# Dežno pri Makolah
Dežno pri Makolah este o localitate din comuna Makole, Slovenia, cu o populație de 97 de locuitori.